# Sterling (submetralhadora)
A submetralhadora Sterling é uma submetralhadora britânica. Ela foi testado com o Exército Britânico em 1944–1945 como uma substituta para a Sten, mas não começou a substituí-la até 1953. Com um projeto bem-sucedido e confiável, permaneceu como a submetralhadora padrão no Exército Britânico até 1994.
A Sterling era normalmente usada por tropas que necessitavam de armas portáteis leves, como os membros dos destacamentos de carros de combate, engenheiros, artilheiros e pelas forças especiais, no caso britânico, os mais famosos sendo os operadores SAS e do SBS que normalmente a usavam com um grande silenciador. O carregador Sterling é considerado um dos melhores já projetados.

## História

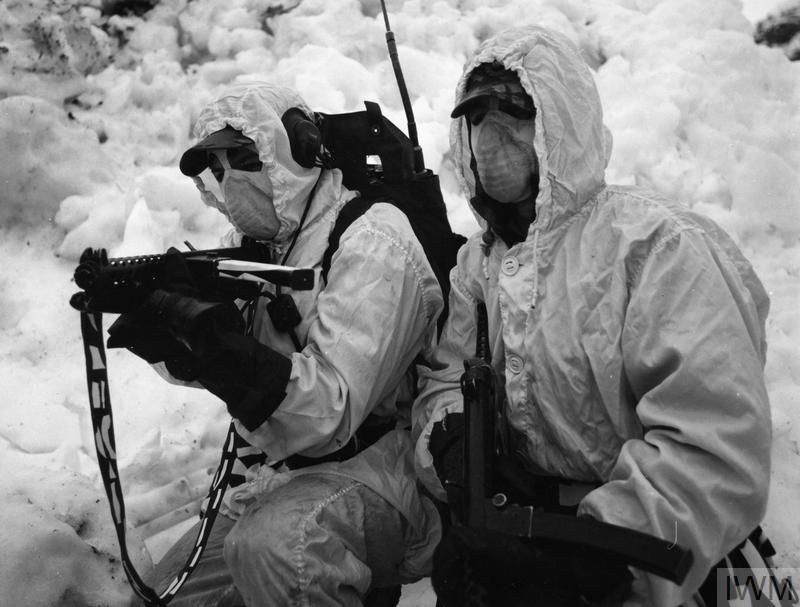
Fuzileiros navais do 45 Royal Marine Commando patrulhando com submetralhadoras Sterling durante treinamento de guerra no ártico na Noruega, março de 1976.

Em 1944, o Estado-Maior britânico emitiu uma especificação para uma nova submetralhadora para substituir a Sten. Declarou que a nova arma não deveria pesar mais de seis libras (2,7 kg), deveria disparar munição 9×19mm Parabellum, ter uma cadência de tiro de não mais que 500 tiros por minuto e ser suficientemente precisa para permitir cinco tiros consecutivos (disparados no modo semiautomático) para ser colocado dentro de um alvo de um pé quadrado (30 cm×30 cm) a uma distância de 100 jardas (91m).

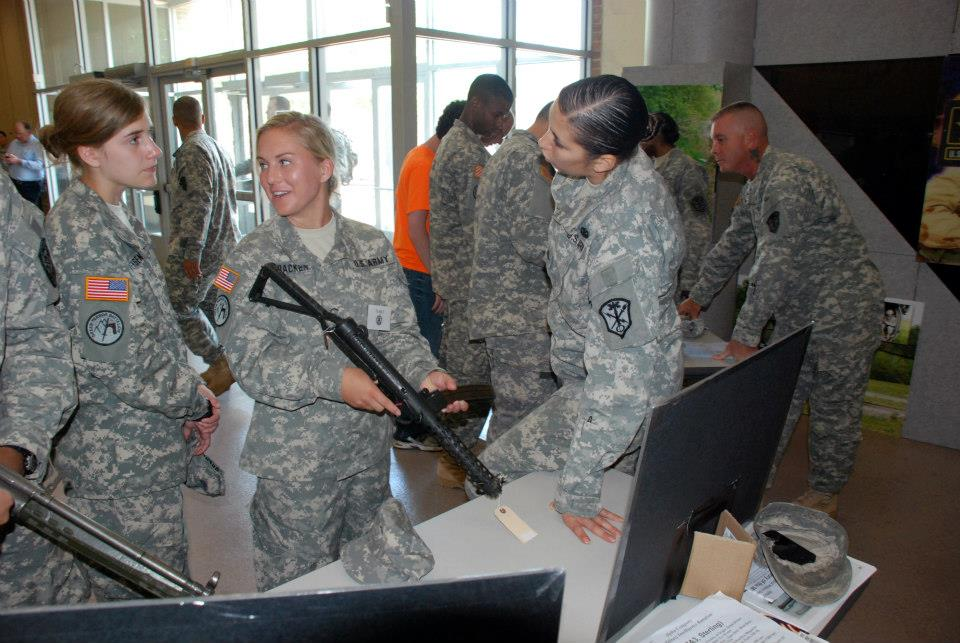
Uma soldado do 203º Batalhão de Inteligência Militar do Exército dos EUA carrega uma submetralhadora Sterling no Campo de Provas de Aberdeen, em Maryland, em 14 de setembro de 2012.

Para atender ao novo requisito, George William Patchett, o projetista-chefe da Sterling Armaments Company de Dagenham, apresentou uma amostra de arma de novo desenho no início de 1944. O primeiro protótipo da arma Patchett era semelhante à Sten, na medida em que sua alavanca de manejo (e a fenda que se movia para frente e para trás) foi colocada alinhada com a janela de ejeção, embora tenha sido redesenhada logo depois e movida para uma posição ligeiramente deslocada. O exército rapidamente reconheceu a precisão e confiabilidade significativamente aumentadas do modelo Patchett em comparação com a Sten e encomendou 120 exemplares para testes. Diz-se que, no final da Segunda Guerra Mundial, algumas dessas amostras experimentais foram usadas em combate por tropas aerotransportadas durante a Batalha de Arnhem, mas não há evidências para isso, e por forças especiais em outros locais no norte da Europa onde era oficialmente conhecido como Patchett Carbine Mk 1. Por exemplo, uma submetralhadora Patchett (número de série 078 e agora mantida pelo Imperial War Museum), foi carregada em ação pelo Coronel Robert W.P. Dawson enquanto era Comandante do No. 4 Commando, durante o ataque a Walcheren como parte da Operação Infatuate em novembro de 1944. Como a Patchett/Sterling pode usar carregadores Sten retos, bem como o desenho curvo da Sterling, não houve problemas de interoperabilidade.
Após a guerra, com um grande número de submetralhadoras Sten em estoque, havia pouco interesse em substituí-los por um projeto superior. No entanto, em 1947, foi realizado um teste competitivo entre o Patchett, um projeto Enfield, um novo projeto BSA e um projeto experimental australiano, com a Sten usada para comparação. O julgamento foi inconclusivo, mas foi seguido por um maior desenvolvimento e mais ensaios. Eventualmente, o projeto Patchett venceu e a decisão foi tomada em 1951 para o Exército Britânico adotá-lo. Começou a substituir a Sten em 1953 como o "Sub-Machine Gun L2A1". Sua última variação não-silenciada foi a L2A3, mas as mudanças no modelo foram mínimas ao longo de sua vida de desenvolvimento.
Submetralhadoras Sterling com pequenas alterações cosméticas foram usadas na produção dos filmes da franquia Guerra nas Estrelas como o fuzil blaster E-11 imperial; enquanto Sterlings mais drasticamente alteradas foram usadas como os blasters DH-17 da Aliança Rebelde, embora esta arma fosse representada principalmente por moldes de resina e apenas algumas armas de tiro real foram modificadas em comparação com os Sterlings "E-11".

## Detalhes do projeto

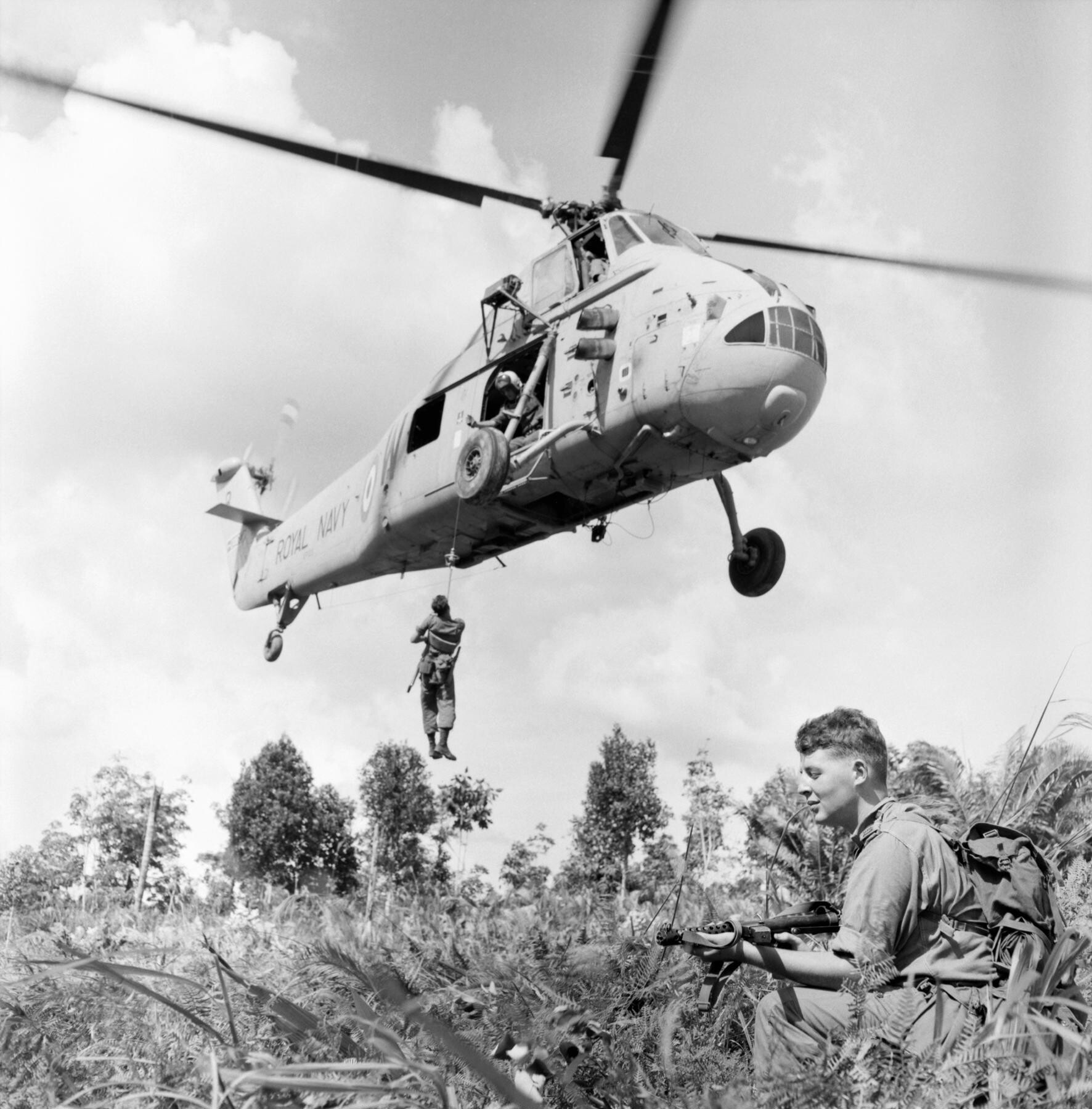
Fuzileiros navais reais realizam um içamento por helicóptero em Bornéu, durante a Confrontação com a Indonésia, agosto de 1964. O fuzileiro cobrindo a extração tem uma Sterling.

A submetralhadora Sterling é construída inteiramente de aço e plástico e tem uma coronha que se dobra sob a arma. Há uma mira traseira ajustável, que pode ser invertida entre as configurações de 100 e 200 jardas. Embora o projeto de recuo convencional seja disparado de um ferrolho aberto, existem algumas características incomuns: por exemplo, o ferrolho tem ranhuras helicoidais cortadas na superfície para remover sujeira e incrustações do interior do receptor para aumentar a confiabilidade. Existem duas molas de recuo concêntricas que ciclam o ferrolho, em oposição ao arranjo de mola única usado por muitos outros projetos de submetralhadora. Este arranjo de mola dupla reduz significativamente o coice do ferrolho aberto quando os cartuchos são carregados na câmara, resultando em melhor obturação, recuo mais suave e maior precisão.

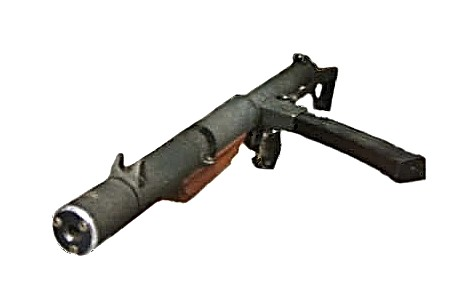
Um exemplar argentino da variante L34A1 com silenciador.

O carregador tipo cofre de alimentação bifilar da Sterling foi projetado em 1946 por George Patchett. Embora a sub Patchett original fosse destinada a usar carregadores Sten ou Lanchester, a falta de confiabilidade desses carregadores levou Patchett a redesenhar inicialmente o carregador Sten com uma plataforma de roletes para reduzir o atrito e, em seguida, construir um novo carregador de alimentação dupla que implementasse a plataforma de roletes anterior, uma construção de metal estampado e um corpo de carregador curvo, permitindo que a munição de 9×19mm seja alimentada de forma mais confiável. O ferrolho alimenta a munição alternadamente da parte superior e inferior dos lábios do carregador, e seu percussor fixo é projetado para que não se alinhe com o iniciador no cartucho até que o cartucho entre na câmara. Em sua iteração final, o carregador usa uma construção de quatro peças com bordas recortadas e soldadas por pontos e entalhes de posicionamento. Embora originalmente planejado para armazenar quarenta cartuchos, as preocupações com a capacidade do carregador de caber na bolsa de munição do então novo Equipamento de Lona Padrão de 1944 (1944 Pattern Web Equipment) levaram o carregador a ser reduzido para sua capacidade final de trinta e quatro cartuchos; ao introduzir a variante Pistola Mk 7 em 1983, a Sterling produziu carregadores com capacidades de dez e quinze cartuchos para essa arma, bem como introduziu versões bifilares destes e do carregador original de trinta e quatro cartuchos. Enquanto a Sterling fornecia carregadores para as armas das Forças Armadas Britânicas, sendo estas designadas como "Magazine, 9mm, L1A1", questões de custo levaram o Ministério da Defesa a buscar o projeto e a produção de uma versão L1A2 não Sterling que usava uma costura estampada e eletricamente - construção de duas peças soldadas com uma alça de posicionamento singular e tinha 9,8" de comprimento na coluna traseira em comparação com os 9,6" dos carregadores produzidos pela Sterling. Os Sterlings de produção mantêm a compatibilidade da sub Patchett anterior com os carregadores Sten e Lanchester; enquanto a Lanchester é teoricamente capaz de usar carregadores Sterling, o mesmo não pode ser dito da Sten, uma vez que um carregador Sterling intromete 3⁄32" a mais no caminho do ferrolho do que um carregador Sten e, portanto, tentar disparar uma sub Sten com um carregador Sterling instalado faria com que o bloco da culatra entrasse em contato com a parte traseira do carregador, enquanto tentar neutralizar isso regredindo o carregador em 3⁄32" resultaria apenas na parte superior do carregador desalinhada com o bloco da culatra em 3⁄16". Este problema não está presente nas subs Sterling equipadas com carregadores Sten; enquanto o carregador estará 3⁄32" mais distante da linha central do bloco da culatra, o cartucho superior permanece alinhado com a culatra e, portanto, pode ser alcançado pelos chifres de alimentação mais robustos da Sterling. A submetralhadora Sterling e seu carregador foram supostamente projetados dessa maneira para evitar uma situação em que, em vez de comprar a submetralhadora Sterling real, os usuários em potencial poderiam comprar apenas seus cartuchos e usá-los com suas submetralhadoras Sten preexistentes.

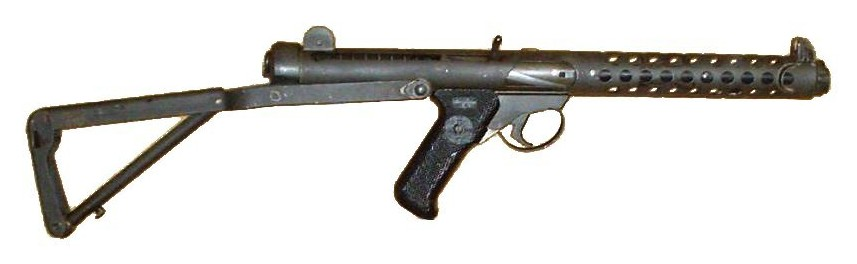
Vista lateral mostrando a janela de ejeção e alavanca de manejo deslocada.

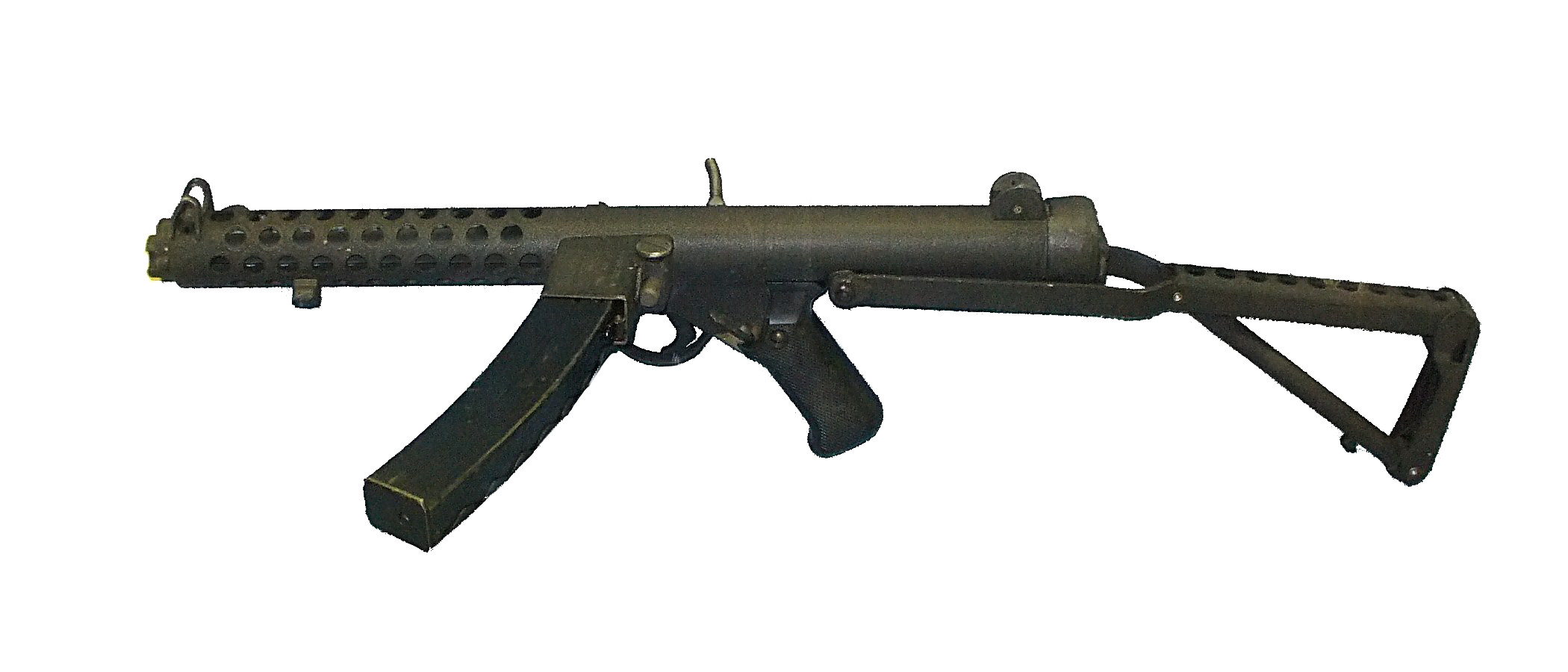
Exemplar canadense Mk.4 mostrando o carregador curvo.

A Sterling emprega um grau do que é conhecido como Advanced Primer Ignition, em que o cartucho é disparado enquanto o ferrolho ainda está se movendo para frente, uma fração de segundo antes da munição estar totalmente carregada na câmara. O disparo da munição, portanto, não apenas envia a bala voando pelo cano, mas simultaneamente resiste ao movimento do ferrolho para frente. Desta forma, é possível empregar um ferrolho mais leve do que se o cartucho fosse disparado após o ferrolho já ter parado, como no recuar simples, pois a energia dos gases em expansão teria apenas que superar a inércia estática do ferrolho (mais a resistência da mola) para empurrá-lo para trás novamente e ciclar a arma; considerando que, neste arranjo, parte dessa energia é usada para neutralizar também o impulso para a frente do ferrolho; e assim o ferrolho não precisa ser tão maciço. O ferrolho mais leve torna não apenas uma arma mais leve, mas também mais controlável, pois há menos massa se movendo para frente e para trás enquanto ela dispara.
A versão da Sterling com silenciador (L34A1/Mk.5) foi desenvolvida para operações secretas. Esta versão usa um cano com janelas cercado por um cilindro com câmaras de expansão. Os regimentos SAS da Austrália e da Nova Zelândia usaram a versão da Sterling com silenciador durante a Guerra do Vietnã. É notável por ter sido usada pelas forças especiais argentinas e britânicas durante a Guerra das Malvinas. Uma Sterling foi usada por agentes líbios para matar a policial Yvonne Fletcher do lado de fora da Embaixada da Líbia em Londres, o que desencadeou o cerco ao prédio em 1984.
A Sterling tem uma reputação de excelente confiabilidade em condições adversas e, mesmo disparando de um ferrolho aberto, boa precisão. Embora tenha sido relatado que a arma não apresenta problemas para usuários canhotos operarem, não é recomendado sem o uso de proteção ocular balística. O caminho dos cartuchos ejetados é ligeiramente para baixo e para trás, de modo que queimaduras leves podem ocorrer ocasionalmente em atiradores canhotos.

Soldados iraquianos portando submetralhadoras Sterling com baionetas, 1958.

Uma baioneta de desenho semelhante à do fuzil automático SLR L1A1 (FAL britânico) foi produzida e emitida no serviço do Exército Britânico, mas raramente era empregada, exceto para tarefas cerimoniais. Ambas as baionetas foram derivadas da versão emitida com o fuzil No. 5 Mk I "Jungle Carbine", a principal diferença sendo um anel menor na baioneta SLR para caber no cano do fuzil. Quando montada, a baioneta Sterling era deslocada para a esquerda da linha vertical da arma, o que dava um equilíbrio mais natural quando usada para combate de baioneta.
Para um atirador destro, a posição correta para a mão esquerda durante o tiro é no cano ventilado, e não no carregador, pois a pressão de segurar o carregador pode aumentar o risco de engripagens e um carregador solto pode levar para largar a arma acidentalmente. A camisa do cano fornece maior controle da arma, de modo que a mão direita pode ser usada intermitentemente para outras tarefas. Uma saliência semicircular no lado direito da arma, aproximadamente duas polegadas do cano, serve para evitar que a mão de apoio se mova muito para frente e sobre o cano.

## Fabricação

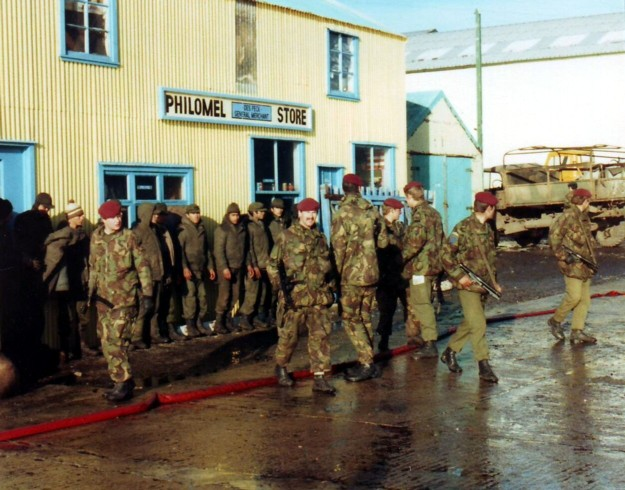
Paraquedistas do 2 PARA, armados com subs Sterling, guardando prisioneiros de guerra argentinos em Port Stanley, 1982.

Um total de mais de 400.000 Sterlings foi fabricado entre 1953 e 1988. A Sterling os construiu em sua fábrica em Dagenham para as forças armadas britânicas e para vendas no exterior, enquanto a Royal Ordnance Factory de Liverpool, a ROF Fazakerley, os construiu exclusivamente para os militares britânicos. A produção cessou em 1988 com o fechamento da Sterling Armaments pela agência British Aerospace/Royal Ordnance. Já a Fazakerley não fabrica mais armas completas, mas ainda fabrica peças sobressalentes para usuários finais certificados.
A Sterling produziu seus próprios carregadores, com aqueles destinados ao uso militar britânico sendo marcados como "L1A1". Os carregadores L1A2 foram fabricados de várias maneiras pela Fazakerley, Royal Laboratories Woolwich, Rolls Razor e Mettoy; dos 1.723.623 carregadores contratados, a Mettoy produziria 227.262, a Rolls Razor produziria 309.800 e os 1,2 milhão restantes seriam produzidos pela Fazakerley e Woolwich.

Uma variante chilena foi feita pela FAMAE como a submetralhadora PAF, mas era diferente externamente, pois tinha um receptor mais curto sem a manga do cano. O Canadá também fabricou uma variante sob licença, chamada Submachine Gun 9 mm C1, fabricada pela Canadian Arsenals Limited. É feito de metal estampado em vez de metal fundido e é capaz de equipar uma baioneta C1, que é usada apenas em eventos de exibição pública e não em operações de combate. Uma arma semelhante, a Sub-Machine Gun Carbine 9 mm 1A1, foi fabricada sob licença pela Indian Ordnance Factory em Kanpur, na Índia, a partir de 1963, junto com uma Sub-Machine Gun Carbine 9 mm 2A1, fabricada a partir de 1977. A partir de 2012, foi relatado que pelo menos 5.000 dessas submetralhadoras foram feitas na Índia.